# Kenza Bennaceur
Kenza Bennaceur (tiếng Ả Rập: كنزة بن ناصر; sinh ngày 14 tháng 1 năm 1976) là một cựu vận động viên bơi lội người Algeria, chuyên về bơi bướm và trong các sự kiện hỗn hợp cá nhân. Cô đã giành được hai huy chương đồng ở nội dung 200 m bướm (2: 33,54) và 400 m huy chương cá nhân (5: 29,60) tại Đại hội Thể thao toàn châu Phi 1999 ở Johannesburg, Nam Phi.
Bennaceur chỉ thi đấu ở nội dung 100 m bướm nữ tại Thế vận hội Mùa hè 2000 ở Sydney. Cô đã đạt được mức cắt giảm FINA B: 1: 07.00 từ Thế vận hội toàn châu Phi. Bơi trong cái nóng hai, Bennaceur quyết định thoát khỏi cuộc đua, và sau đó rút khỏi Thế vận hội vì lý do cá nhân và sức khỏe trong ngày đầu tiên của màn dạo đầu.